# Pacificothemis esakii
Pacificothemis esakii là loài chuồn chuồn trong họ Libellulidae. Loài này được Asahina mô tả khoa học đầu tiên năm 1940.